# Wish*
Wish*（ウィッシュ）は、日本の男女デュオ。2001年結成。所属していた芸能事務所は研音。所属していたレコード会社はポニーキャニオンで、レーベルはFLIGHT MASTER。2002年活動停止。

## 略歴
2001年にボーカルレコーディングに来ていたRieと、隣室のレコーディングスタジオでギターのオーバー・ダビング作業に来ていたYuji、そしてRieの噂を聞いてレコーディングスタジオに赴いていたSinがロビーで出会い意気投合し結成された。
作詞は前田たかひろかメンバーが、作曲と編曲・プロデュースはSinが手掛けた。デュオ名にアスタリスクを添付することで、「星に願いを」という意味が込められている。
翌年8月7日にポニーキャニオン内のFLIGHT MASTERからシングル「ISM」でメジャーデビューを果たした。しかし同年に次作「Sanctuary」を発売した後に活動停止となり、事実上の解散となった。
2021年7月14日、リリース作品からシングル2タイトルのダウンロードとサブスクの配信がスタートした。

## メンバー
| 名前 | パート               | 生年月日              | 出身地 |
| ---- | -------------------- | --------------------- | ------ |
| Rie  | ボーカル、キーボード | 1980年9月16日（44歳） | 山口県 |
| Yuji | ギター、ボーカル     | 1978年9月3日（46歳）  | 福島県 |

## 作品

### シングル
| 全作曲・編曲: Sin。 |                            |              |            |      |
| #                   | タイトル                   | 作詞         | 作曲・編曲 | 時間 |
| 1.                  | 「ISM」                    | 前田たかひろ | Sin        | 4:07 |
| 2.                  | 「DEPARTURES」             | Wish*        | Sin        | 5:04 |
| 3.                  | 「G-ISM-O -instrumental-」 |              | Sin        | 6:28 |
| 4.                  | 「ISM -tv mix-」           | 前田たかひろ | Sin        | 4:07 |

| 全作曲・編曲: Sin。 |                  |              |            |      |
| #                   | タイトル         | 作詞         | 作曲・編曲 | 時間 |
| 1.                  | 「Sanctuary」    | Wish*        | Sin        | 4:16 |
| 2.                  | 「Pray」         | Wish*        | Sin        | 5:01 |
| 3.                  | 「Eternal Snow」 | Wish*        | Sin        | 4:08 |
| 4.                  | 「Re:ISM」       | 前田たかひろ | Sin        | 5:46 |

### 参加作品
| 発売日       | 作品タイトル   | 規格品番   | 曲順      | 収録曲 |
| ------------ | -------------- | ---------- | --------- | ------ |
| 2004年4月1日 | LOVE STORIES V | PCCA-02017 | Disc1/M.9 | ISM    |

## タイアップ一覧
| 使用年 | 曲名         | タイアップ                                                              |
| ------ | ------------ | ----------------------------------------------------------------------- |
| 2002年 | ISM          | フジテレビ系 水曜劇場『ショムニFINAL』オープニングテーマ                |
| 2002年 | Sanctuary    | TBS系『U-CDTV』10・11月度エンディングテーマ                             |
| 2002年 | Sanctuary    | 日音制作 音楽情報番組『P.S.〜Pop Shake〜』11月度エンディングテーマ      |
| 2002年 | Pray         | OVA『HUNTER×HUNTER GREED ISLAND』オープニングテーマ                     |
| 2002年 | Eternal Snow | プリンスホテル「MOUNT NAEBA SNOW RESORT」イメージソング                 |
| 2003年 | ISM          | フジテレビ系 ドラマスペシャル第3弾『ショムニFOREVER』オープニングテーマ |